# Dikoleps
Dikoleps is een geslacht van weekdieren uit de klasse van de Gastropoda (slakken).

## Soorten
- Dikoleps cutleriana (Clark, 1849)
- Dikoleps depressa (Monterosato, 1880)
- Dikoleps farica (Bartsch, 1915)
- Dikoleps marianae Rubio, Dantart & Luque, 1998
- Dikoleps nitens (Philippi, 1844)
- Dikoleps pruinosa (Chaster, 1896)
- Dikoleps rolani Rubio, Dantart & Luque, 1998
- Dikoleps templadoi Rubio, Dantart & Luque, 2004
- Dikoleps umbilicostriata (Gaglini, 1987)